# Serra del Sarraí
La Serra del Sarraí és una serra situada entre els municipis de Margalef i de la Morera de Montsant a la comarca del Priorat, amb una elevació màxima de 762 metres.